# Jan Skala

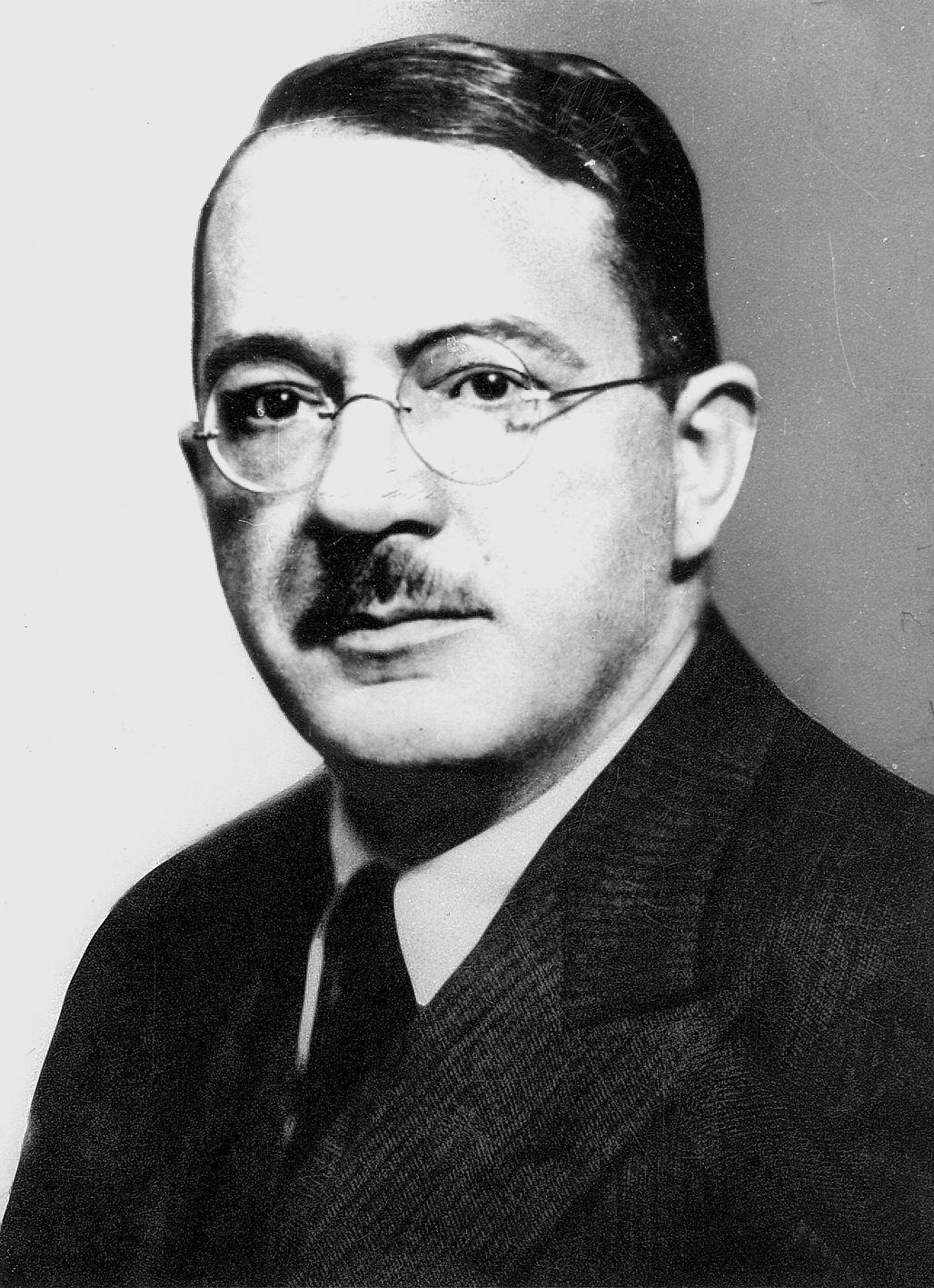
Jan Skala (um 1930)

Jan Skala (* 17. Juni 1889 in Nebelschütz, Amtshauptmannschaft Kamenz, Königreich Sachsen; † 22. Januar 1945 in Erbenfeld/Dziedzitz, Landkreis Namslau, Niederschlesien) war ein sorbischer Publizist und Schriftsteller. In der Zwischenkriegszeit engagierte er sich im Verband der nationalen Minderheiten in Deutschland für die Rechte der nichtdeutschen Volksgruppen im Deutschen Reich. 

## Leben

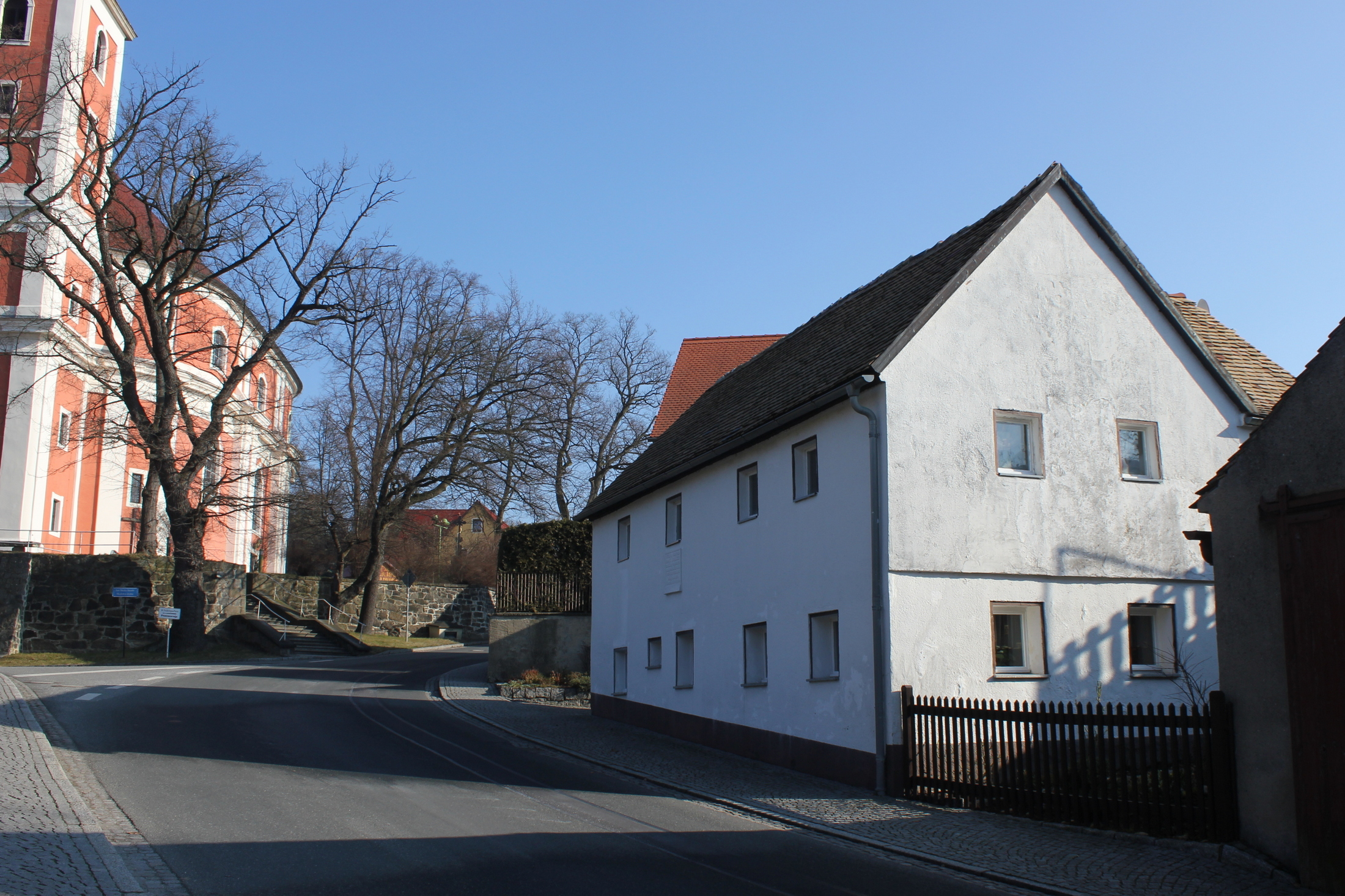
Geburtshaus in Nebelschütz

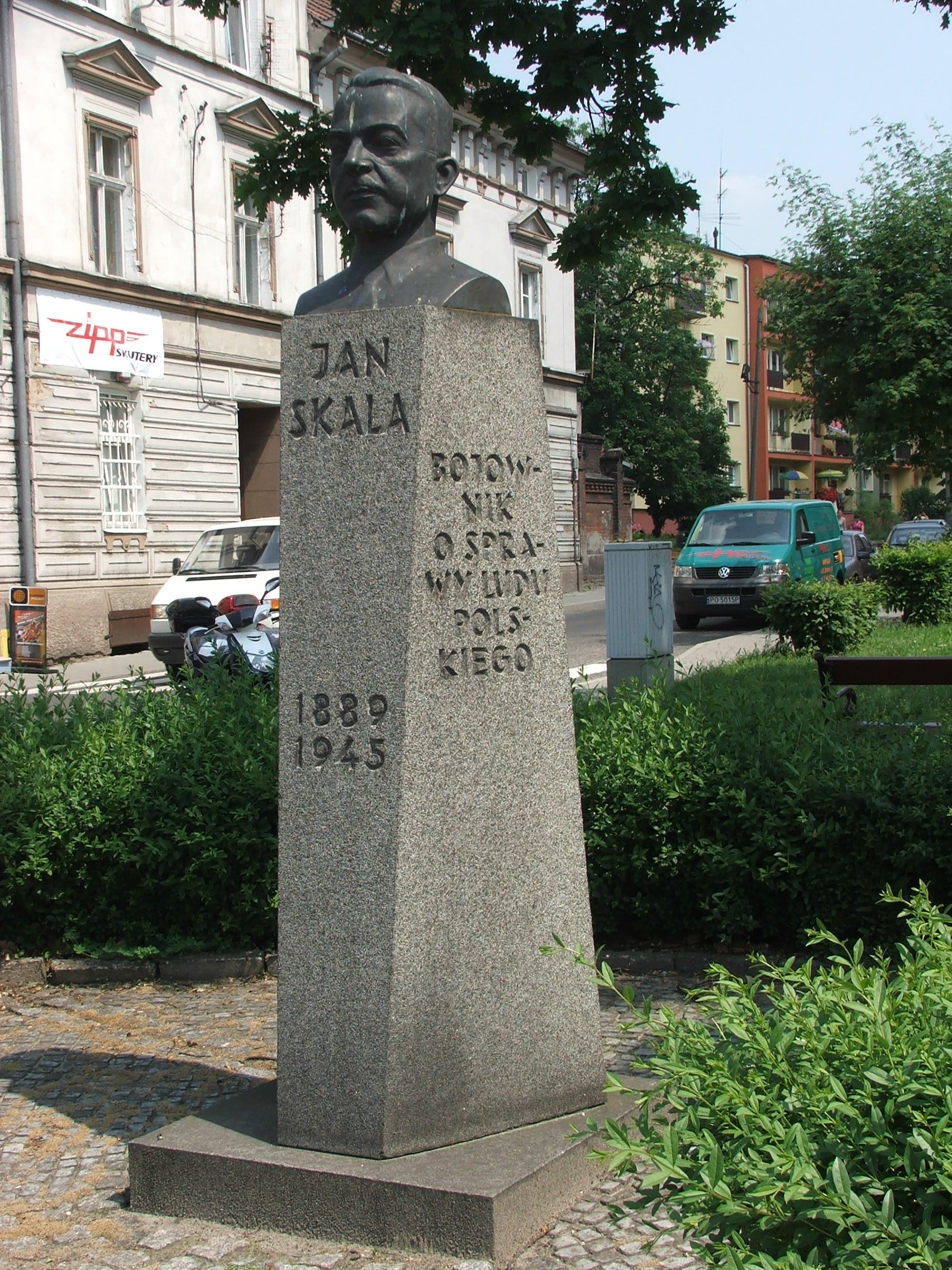
Skala-Denkmal in Namysłów

Jan Skala war der Sohn eines Steinbrucharbeiters und einer sorbischen Trachtenschneiderin. Er wuchs in Nebelschütz in der Oberlausitz auf. Im Jahr 1901 besuchte er für kurze Zeit die katholische Domschule in Bautzen. Weil seine Eltern das Schulgeld nicht aufbringen konnten, musste er von der Schule abgehen. Er absolvierte dann ab 1902 in Kamenz eine Keramikerlehre und arbeitete hernach bis 1916 an verschiedenen Orten in Betrieben der chemischen und keramischen Industrie. Nebenbei bildete er sich in Arbeiterbildungsvereinen fort und veröffentlichte Artikel in sozialdemokratischen Zeitungen. Im Jahr 1910 wurden erstmals einige seiner sorbischen Gedichte veröffentlicht. 
Von 1916 bis 1918 war Skala als Soldat auf dem Balkan und an der Ostfront in Russland. In dieser Zeit lernte er Russisch und Serbokroatisch. Im Winter 1918/1919 war Skala beim Berliner Versorgungsamt tätig. In den Tagen der Novemberrevolution wandte er sich gegen die Spartakisten und engagierte sich für die Errichtung und Verteidigung der parlamentarischen deutschen Republik. Im Jahr 1919 hatte er einige Monate eine Anstellung beim Waffenamt der Berliner Polizei in Moabit.
In den Jahren 1919–1920 arbeitete Jan Skala als Redakteur der sorbischen Zeitung Serbski Dźenik in Weißwasser. Ende 1919 beteiligte er sich an der Gründung der Lausitzer Volkspartei, die die politische Interessenvertretung der Sorben sein wollte, bei den Wahlen bis 1933 aber keine Mandate erringen konnte. Auch an der Gründung der sorbischen Sportvereinigung Serbski Sokoł war Skala beteiligt. 
Im Jahr 1921 war Skala einige Monate bei der sorbischen Tageszeitung Serbske Nowiny in Bautzen, wo er unter anderem in die publizistische Auseinandersetzung um die Schließung des Prager Wendischen Seminars durch das Bautzener Domkapitel eingriff. Im selben Jahr erhielt er eine Stelle bei der Prager Presse, einer offiziösen deutschsprachigen Zeitung der tschechoslowakischen Regierung. Im Jahr 1923 konnte er einen kleinen Gedichtband veröffentlichen. Nach einem erneuten Zwischenspiel bei den Bautzener Serbske Nowiny trat Skala 1924 in den Dienst des Bundes der Polen in Deutschland. Die Organisation der größten Minderheit im Deutschen Reich hatte ihren Sitz in Berlin. 
Von 1925 bis 1927 nahm er an den Europäischen Nationalitätenkongressen in Genf teil. Als einer der Delegierten des Verbandes der nationalen Minderheiten in Deutschland wurde er gemeinsam mit  Bruno von Openkowski und Jan Kaczmarek am 5. November 1937 vom Reichskanzler Adolf Hitler empfangen. Jan Skala baute 1925 die Redaktion der Zeitschrift des Verbands der nationalen Minderheiten in Deutschland, Kulturwille, auf und leitete diese Zeitschrift (seit 1926 unter dem Namen Kulturwehr) als Chefredakteur bis zum Verbot durch die Nationalsozialisten im Jahr 1936.
Im gleichen Jahr verboten die Behörden Skala jegliche journalistische und schriftstellerische Tätigkeit und er ging zurück nach Bautzen. Dort wurde er im Jahr 1938 von der Gestapo verhaftet und über 9 Monate ohne Anklage im Untersuchungsgefängnis des Dresdner Polizeipräsidiums eingesperrt. Nach der Entlassung arbeitete Skala in verschiedenen Bautzener und Berliner Unternehmen.
1943 verließ er das immer häufiger bombardierte Berlin und zog nach Erbenfeld (bis 1939: Dziedzitz) bei Namslau in Schlesien zu Verwandten seiner Frau. Im nahen Namslau wurde er in einem elektrotechnischen Betrieb angestellt. Dort hatte er Kontakt zu polnischen Widerstandskämpfern. 
Als Verbände der Roten Armee im Januar 1945 in Erbenfeld einrückten, empfing Jan Skala die sowjetischen Truppen als Befreier. Kurz darauf wurde er mit seiner Familie von einem betrunkenen sowjetischen Soldaten angegriffen und von ihm erschossen – die Tochter Jan Skalas schilderte den Vorgang so:

## Werke
- Skre. Zberka z lubosće khwilow. Budyšin 1923
- Stary Šymko. Budyšin 1924, Novelle, die erstmals die negativen Auswirkungen des Braunkohlenabbaus in der Lausitz auf die sorbische Kultur thematisiert
- Die nationalen Minderheiten im Deutschen Reich und ihre rechtliche Situation. (zusammen mit Julius Bogensee), Bautzen 1929

Jan Skala veröffentlichte nur wenige eigene Bücher. Die meisten seiner Gedichte, Artikel und Aufsätze wurden in sorbischen und deutschen Zeitungen sowie in der Kulturwehr publiziert.

## Ehrungen
In Nebelschütz, Bautzen und Kamenz wurden Straßen nach Jan Skala benannt. Im polnischen Namysłów erinnert ein Denkmal an ihn.